# Far Side Virtual
Far Side Virtual é um álbum de 2011 de James Ferraro, lançado digitalmente e em vinil pela gravadora Hippos in Tanks. O álbum marcou a transição de Ferraro de seu estilo anterior de música drone lo-fi para uma acentuada estética de produção eletrônica. Far Side Virtual evoca intencionalmente um estilo artificial de "música de elevador" corporativa e sons de computadores obsoletos. Ferraro disse que primeiro concebeu o álbum para ser lançado como uma série de ringtones, para que depois os ouvintes usassem as canções como toques de celular como conclusão do projeto. O álbum empenha-se em conceitos de hiper-realidade, simulacro, cultura do consumismo descartável, retrofuturismo dos anos 1990, propaganda e marca, pop art, e kitsch musical. Os críticos acharam a atitude de Ferraro em relação ao seu tema ambíguo, retratando o mundo moderno tanto quanto uma distopia erma, como uma utopia sinistra.
De modo geral, o álbum recebeu críticas favoráveis, com muitos críticos admirando seus fundamentos conceituais tanto quanto – ou até mais – que sua qualidade musical. O álbum também tem seus detratores vocais, especialmente a posição na revista britânica The Wire, o qual encabeçou a lista de lançamento do ano, causando controvérsia de alguns leitores. Far Side Virtual vem sendo citado como um dos catalisadores originais do vaporwave, um movimento de música eletrônica underground que cobre muita da mesma sonoridade e território conceitual.

## Lançamento

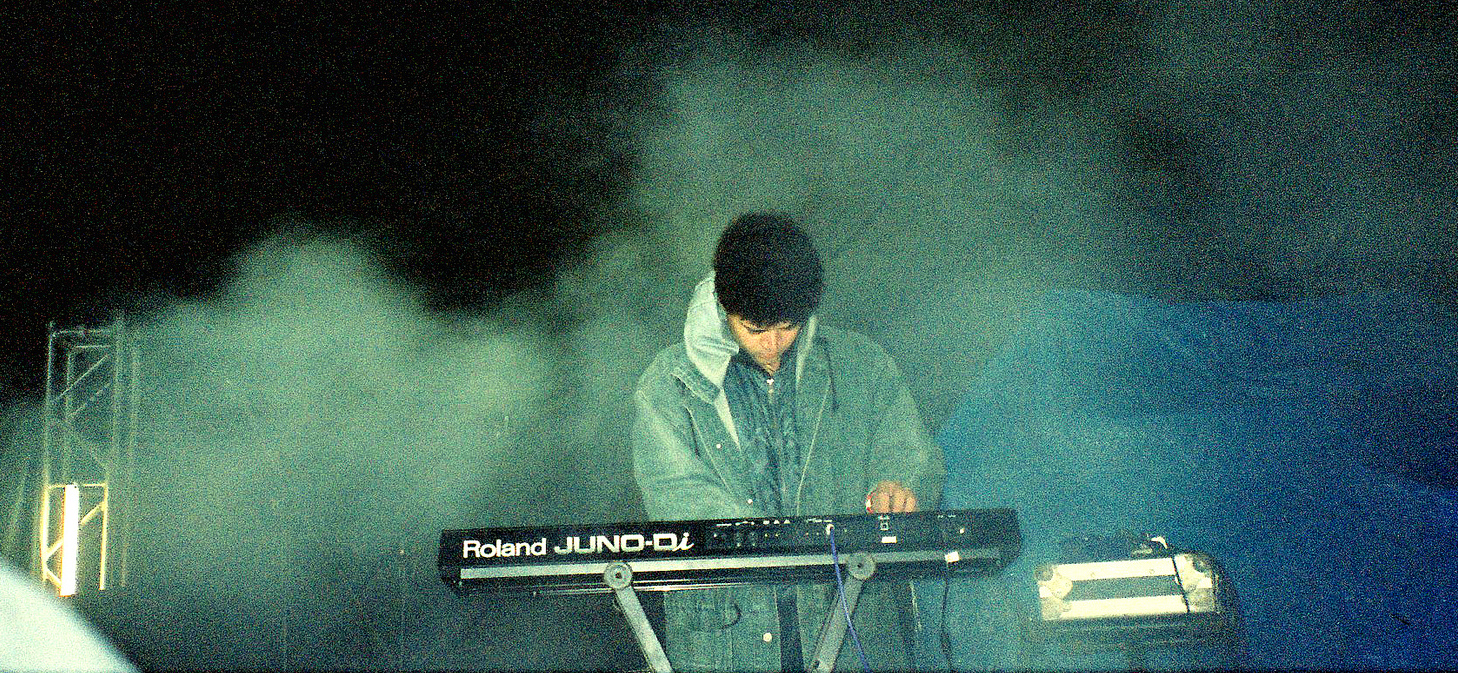
James Ferraro (imagem de 2012) mudou para uma sonoridade eletrônica mais evidente em Far Side Virtual, enquanto continuava a explorar temas de seus trabalhos anteriores.

Far Side Virtual foi anunciado em maio de 2011 como o primeiro LP de Ferraro pela gravadora Hippos in Tanks. A gravadora lançou primeiramente o EP digital Condo Pets, destinado a pré-visualizar a sonoridade do futuro LP. Karen Ka Ying Chan, escritor do Dummy, reconheceu o tema dos dois lançamentos como uma "fascinação pelo lado surreal do jeito americano de viver". Amber Bravo do The Fader disse que Far Side Virtual foi "algo consignado como uma crítica cultural contada através de sintetizadores MIDI."
O anúncio de Ferraro para o álbum foi, em parte: "todo o lucro de Far Side Virtual será destinado a minha cirurgia plástica reconstrutiva. Meu novo rosto será modelado conforme a rainha do CCTV, Princesa Diana, e será possível vê-lo em concerto durante a Turnê Mundial Far Side Virtual... Sempre Coca-Cola." As faixas "Adventures in Green Foot Printing" e "Earth Minutes" foram lançadas antecipadamente para o álbum. Far Side Virtual foi lançado em 25 de outubro de 2011 via download digital e por meio de mil cópias limitadas de vinil transparente.
Posteriormente, Ferraro explicou que sua ideia original seria lançar as dezesseis composições do álbum como um conjunto de ringtones para download, mas queria que as canções tivessem o impacto de um álbum completo. Entretanto, percebeu que poucos gostariam de comprar a música como uma série de toques para celular. Ferraro disse que, "Esperançosamente, estas canções ficarão disponíveis como toque de celular e o álbum será condensado em formato de ringtone, assim, o álbum não será a peça central, somente dissipar-se-ia dentro da infraestrutura. A gravação é somente o espaço da galeria contida dessas composições de ringtone." Ferraro declarou que os ouvintes usando as canções de Far Side Virtual como toques de celular é a realização do mesmo como uma montagem de performance artística.

## Música e interpretação crítica
A capa do álbum exibe iPads sobre uma imagem em baixa resolução do Google Street View. Justificando o título em uma entrevista, Ferraro declarou:

Far Side Virtual designa, sobretudo, um espaço na sociedade, ou uma forma de comportamento. Todas estas coisas operando em sincronia: como os ringtones, telas planas, cinema, culinária, moda, sushi. Não queria chamar de "realidade virtual," então eu o chamei de Far Side Virtual (longe do lado virtual, em tradução livre). Se quer realmente entender Far Side, antes de tudo, ouça a Debussy, e depois, vá a uma loja de iogurte congelado. Mais tarde, vá a uma loja da Apple e só fique de bobeira, dê um passeio por lá. Depois, vá a um Starbucks e compre um cartão-presente. Eles tem um livro lá com a história do Starbucks; compre este livro e vá para casa. Se fizer todas estas coisas, você entenderá o que Far Side Virtual é, pois as pessoas meio que já vivem nele.
A fonte da maioria dos sons do álbum foram descritas como "perversamente banais" por um crítico musical, e inclui o som de início de sessão do Skype, uma melodia de desligamento do Windows e uma voz sintetizada. Ferraro criou Far Side Virtual com o software de áudio da Apple, GarageBand, o qual trouxe o "som digital barato" que ele desejava, chamando isto de uma "sinfonia de plástico emborrachado para o aquecimento global, dedicado a Grande Porção de Lixo do Pacífico. Esta música de ringtone pretendia ser experimentada através do médium pós-estruturalista, o smartphone." Ferraro frequentemente descreve isto como uma natureza morta do século XXI. Far Side Virtual foi retrospectivamente marcado como um dos primeiros e mais influentes lançamentos do vaporwave, um gênero mais difundido pela Internet e identificado por sua adoção à "música ambiente corporativa" datada e postura irônica ambígua.
Andy Battaglia comparou a sensação da música ao mundo virtual online Second Life, ao jogo de construção de cidades SimCity e ao trabalho artístico do cineasta Ryan Trecartin. Adam Harper do Dummy chamou de um "pastiche de um tipo de música que você nunca soube que existia: música promocional de estoque tecno-capitalista para a era do computador pessoal... Cada faixa é arrepiada com a promessa maximalista de um mundo de possibilidades esperando atrás da tela do duplo-clique, evocando um tempo onde éramos muito menos familiares e cínicos com a tecnologia que o mundo virtual nos trouxe." O escritor do Bomb, Luke Degnan, declarou que, "Isto é o que Far Side Virtual faz durante 45 minutos — lembra o ouvinte que estes sons nasceram digitalmente e morrerão digitalmente. Este é um álbum digital para uma era digital."
Ferraro afirmou que, "Quando fiz Far Side Virtual, eu estava muito por dentro do grime. Morei em Leeds por um ano e costumava escutar crianças ouvindo músicas instrumentais em seus celulares, discutindo por cima delas. Amava a forma que soava: a textura de batidas digitais super comprimidas saindo de um telefone celular e somente uma voz sobre ela. Far Side Virtual foi inspirado ao ouvir músicas assim." O músico eletrônico Dan Deacon elogiou o álbum por sua inalterada sonoridade do padrão MIDI. Ao comentar sobre o estilo de produção, Joseph Stannard da revista The Wire escreveu, "Em contraste a sopa auditiva das gravações anteriores de Ferraro, estas faixas tem um vasto sentimento arquitetônico que lembra a Laurie Anderson, Philip Glass e a banda Rush."
Críticos repararam que o álbum abandona a aparência de barulho que revestia os lançamentos anteriores de Ferraro, enquanto retém — e reimagina — a forma e os ethos da música noise. Ferraro disse que "ainda está na tradição do noise." De acordo com o escritor da revista Bomb, Luke Degan, o álbum é diferente da "música noise carregada de feedback auditivo e reverberação" das músicas anteriores de Ferraro, mas ao invés disso, representa o barulho da "era digital." Um escritor da revista Fact disse que, "não há distorção, não há chiado de fita, não há significados ocultos óbvios... Mas esta nova limpeza e clareza à estética de Ferraro não diminuiu o poder alucinante em sua música... As canções aterrorizarão você até os miolos, mesmo quando evocarem a trilha sonora de uma comédia romântica de terceiro escalão de Melanie Griffith ou um lado-B esquecido de Phil Collins." Outro crítico disse que, "enquanto Ferraro estiver interessado em questões de distância e impermanência, não haverá "pêlo" lo-fi ou neblina nostálgica quente para temperar o quão plano e feio a música que ele está referenciando em Far Side Virtual é."
Da mesma forma que os álbum anteriores de Ferraro, Night Dolls with Hairspray e Last American Hero, Far Side Virtual explora a cultura americana do presente e do passado recente. Um escritor do blog musical francês The Drone descreveu Far Side Virtual como um álbum conceitual inspirado nas ideias de hiper-realidade e simulacro do teórico cultural pós-moderno Jean Baudrillard. Harper escreveu, "Até Far Side Virtual, muitos dos álbum de James Ferraro foram retratos lo-fi impressionistas das eras passadas – possivelmente em Far Side Virtual ele decidiu representar o presente como é, e então deixar a natureza tomar seu rumo, ao longo do tempo, e fazer o envelhecimento para ele. Retornando a ele dez ou vinte anos no futuro, poderemos descobrir que ironicamente foi uma vítima da sua própria aceleração futurista, e está agora prestes a ser tão atual como uma caixinha de leite de dez anos de idade."
O crítico musical inglês Simon Reynolds disse que, enquanto os títulos das canções do álbum fazem alusão ao século XXI, o álbum é sonoramente reminiscente da década de 1990 e que Ferraro compartilha interesse naquela período de tempo com contemporaneidade, assim como Oneohtrix Point Never. Reynolds escreveu, "Far Side Virtual parece empreender uma arqueologia do passado recente, conjurando o começo da revolução da Internet e o otimismo dos anos 1990 em relação a tecnologia da informação. Mas esse passado recente poderia igualmente ser um caso de 'tempo presente' na medida em que a ideologia de digicultura de conveniência / acesso instantâneo / maximização de opções permeia agora o cotidiano e está indiscutivelmente onde os fracos resíduos do utopismo persistem em uma outra forma de cultura sombria e ansiosa."

## Recepção
| Críticas profissionais | Críticas profissionais |
| Pontuações agregadas   | Pontuações agregadas   |
| Fonte                  | Avaliação              |
| ---------------------- | ---------------------- |
| Metacritic             | 77/100                 |
| Avaliações da crítica  |                        |
| Fonte                  | Avaliação              |
| Drowned in Sound       | 7/10                   |
| Fact                   | [ 15 ]                 |
| Pitchfork Media        | 7.6/10                 |
| Spin                   | 6/10                   |
| Tiny Mix Tapes         | [ 30 ]                 |

Far Side Virtual recebeu maior atenção crítica do que qualquer lançamento anterior de Ferraro. Em apenas um ano após o lançamento, Marc Masters do Pitchfork escreveu que "Far Side Virtual tornou-se o trabalho mais discutido e divisivo de Ferraro, aterrissando em listas de melhor do ano tão frequentemente quanto foi descartado como uma piada." No Metacritic, que atribui uma avaliação de 0 a 100 de análises de críticos mainstream, o álbum recebeu uma pontuação média de 77, o que indica "avaliações geralmente favoráveis", baseado em sete análises. Críticos tendem a concordar que Far Side Virtual leva a situação de consumismo do século XXI como tópico, mas não há consenso em relação se Ferraro pretendia satirizar, criticar ou abraçar esta condição. Brandon Soderberg disse que o conceito do álbum "parecia à prova de críticas, o que foi frustrante... Análises negativas poderiam ser descartadas já que o ouvinte simplesmente não estaria entendendo a piada."
The Wire publicou uma análise favorável de Joseph Stannard, o qual escreveu "Se isto é uma colocação elaborada — e eu suspeito que Ferraro não é averso a algumas risadas à custa de sua audiência — Far Side Virtual ainda parece a culminação de numerosos lançamentos que valem a pena a pesquisa e o desenvolvimento. Independente que seu criador esteja ou não rindo em uma névoa de fumaça, Far Side Virtual é uma evocação convincente do sonho digital." Stefan Wharton do Tiny Mix Tapes considerou o álbum como uma declaração a respeito das fronteiras turvas entre os consumidores e suas tecnologias, citando a produção literária de Markus Giesler como um precedente. Wharton disse que, "Far Side Virtual sucede em emocionar a memória coletiva daquela geração agora tão unida a seus apêndices tecnológicos." Em análise pela Pitchfork, Soderberg escreveu, "as canções aqui são exatamente a mesma coisa que estão ostensivamente parodiando, que é arrojado e talvez até o ponto. Repentinamente você percebe que está ouvindo a 45 minutos de música utilitária que realmente não tem um propósito. Algo pode ser utópico e distópico ao mesmo tempo? Provavelmente. Talvez até sempre."
Steve Shaw da revista britânica Fact chamou o álbum de "uma intensa e imersiva experiência auditiva que é tanto quanto profundamente confortante, tão como é inquietante ao mesmo tempo" e disse que "indiscutivelmente, é mais uma obra de arte do que uma coleção musical. No que diz respeito a composição, Far Side Virtual é verdadeiramente frenético, de modo algum salvo pela interferência de Ferraro, todos os elementos completamente maleáveis e à mercê de sua imaginação excêntrica." A revista Spin deu ao álbum uma avaliação de três estrelas, e o revisor da equipe escreveu que Ferraro "faz um álbum brilhante e polido fora dos detritos digitais de hoje em dia. Se puder se meter nos sintetizadores excruciantes, as melodias de saguão de banco, o techno home-fitness, e as batidas de bateria de infomercial, a jovialidade de Ferraro pisca no horizonte."

### Aclamação de fim de ano e a controvérsia da revistaThe Wire
Far Side Virtual apareceu em várias listas de melhor de 2011. Na coluna conclusiva de fim de ano da Tiny Mix Tapes sobre nostalgia na música pop, Jonathan Dean declarou que, "Você pode querer arremessar Far Side Virtual contra uma parede ao ouvir seu arco cafona implacavelmente sem sal, mas ele conduz a se tornar pop com êxito contra si mesmo, o que, goste ou não, é um projeto politicamente progressivo. Seu conceitualismo puro e arrojado destacou-se em um ano em que foi dominado pela 'esterilidade febril' dos microgêneros pós-Internet e pós-modernismos autodevoradores." O crítico musical Jonah Weiner citou Far Side Virtual em seu artigo de fim de ano sobre músicas de protesto contemporâneas, e o chamou de "antagonizantemente, alienadamente, espantosamente brando." A revista Fact nomeou Hippos in Tanks a melhor gravadora do ano, listando a contratação de Ferraro e o lançamento subsequente de Far Side Virtual como uma das melhores realizações.
Tiny Mix Tapes incluiu Far Side Virtual na 21ª posição em sua lista de melhores álbuns do ano, e resumiu o álbum como sendo "hiper-real e frívolo... Estranhamente familiar e assustadoramente confortável: as estruturas pop deslocam-se a um passo mais perto da 'caixa musical sintética' de Admirável Mundo Novo de Huxley." A Fact classificou Far Side Virtual como sendo o sexto melhor álbum do ano, chamando de "o melhor e mais acessível exemplo até o momento da habilidade de James Ferraro de tornar os detritos da cultura pop/comercial estadunidense em ouro — ou, algo psicodélico que revira os estômagos à qualquer custo, mentalmente perturbador, ainda que estranhamente comemorativo." A Dummy nomeou o álbum como um dos "12 álbuns de 2011," e Ruth Saxelby concluiu que Ferraro "nem celebra, tampouco critica o reinado da Internet, mas simplesmente observa-o com profunda fascinação. Ao estilo de Andy Warhol, isto reflete a ambiguidade da cultura do consumo na era digital de volta para nós com uma piscadinha animada pela Pixar." O álbum ficou na 307ª posição na votação Pazz & Jop do The Village Voice, com votos de quatro críticos.
Far Side Virtual encabeçou a lista de 50 maiores lançamentos de 2011 da revista The Wire — escolha que demonstrou polarização entre os leitores. Escrevendo para elucidar o "baixo mandato" do álbum, o redator-chefe Tony Herrington notou que apenas sete dos sessenta votantes incluíram Far Side Virtual em suas listas, e que ninguém o escolheu como favorito. Herrington disse que a escolha foi "inteiramente apropriada num ano em que a abundância de escolhas provocadas pela tecnologia digital atingiu tal ponto crítico que fazer um consenso genuíno seria impossível. Ou você cai de cabeça na audácia conceitual de sua apropriação cara-de-pau do Muzak corporativo na era do capitalismo tardio, ou você acha que é a pior gravação que Dave Grusin jamais fez." Dean do Tiny Mix Tapes escreveu que depois de Far Side Virtual encabeçar a lista da The Wire, "nerds musicais perspicazes perceberam que o imperativo pisa ambos os lados de uma linha," e que a coluna de Herrington "equivalia a uma retratação." Embora elogiasse a revista por seu gosto variado, Eric Grandy do Seattle Weekly comentou, em tom descontraído, que "não foi surpresa" que a revista "intencionalmente obscurantista" encabeçaria sua lista com uma "piscante fuga soft-rock do Windows 97".

## Lista de faixas
| N.º            | Título                                                    | Duração |  |
| 1.             | "Linden Dollars"                                          | 1:57    |  |
| 2.             | "Global Lunch"                                            | 2:13    |  |
| 3.             | "Dubai Dream Tone"                                        | 1:49    |  |
| 4.             | "Sim"                                                     | 2:53    |  |
| 5.             | "Bags"                                                    | 3:25    |  |
| 6.             | "PIXARnia and the Future of Norman Rockwell"              | 1:44    |  |
| 7.             | "Palm Trees, Wi-Fi and Dream Sushi"                       | 2:39    |  |
| 8.             | "Fro Yo and Cellular Bits"                                | 2:19    |  |
| 9.             | "Google Poeises"                                          | 3:51    |  |
| 10.            | "Starbucks, Dr. Seussism, and While Your Mac Is Sleeping" | 2:25    |  |
| 11.            | "Adventures in Green Foot Printing"                       | 3:28    |  |
| 12.            | "Dream On"                                                | 3:07    |  |
| 13.            | "Earth Minutes"                                           | 4:17    |  |
| 14.            | "Tomorrow's Baby of the Year"                             | 1:49    |  |
| 15.            | "Condo Pets"                                              | 3:31    |  |
| 16.            | "Solar Panel Smile"                                       | 4:08    |  |
| Duração total: | Duração total:                                            | 45:29   |  |